# Población Errázuriz
La población Errazuriz está ubicada en la localidad de Coya en la comuna de Machalí, Región del Libertador General Bernardo O'Higgins. Emplazada en la precordillera de Los Andes, justo en el cruce de los ríos Coya y Cachapoal. El territorio donde se emplaza el pueblo su origen se remonta a tiempos coloniales, sin embargo fue durante el siglo XX que cobro importancia. El año 2012 fue declarada Monumento Nacional, bajo la categoría de Zona Típica, con el fin de resguardar el patrimonio cultural que entrega. 

## Historia
En sus inicios las tierras eran parte del Fundo Los Perales, que primero fueron propiedad de los jesuitas y luego de diversas familias de la elite local. En 1905 el fundo abastecía al campamento Sewell, el cual estaba instalado alrededor del Mineral el Teniente de la compañía Braden Copper Company. En 1909 se construyó la central hidroeléctrica la Casa Fuerza de Coya, con el objetivo de ampliar la capacidad eléctrica del Mineral. En 1920 aproximadamente la empresa comenzó la edificaciones del campamento Americano donde vivieron los gerentes extranjeros, sus familias y otros importantes funcionarios. Paralelamente se construía en el sector sur del Fundo Los Perales, la población Errazuriz, llamada así en honor al dueño de los terrenos, Benjamín Errázuriz.

## Arquitectura
Se compone de viviendas construidas por los propios trabajadores de la Central Hidroeléctrica y trabajadores agrícolas del sector. Son edificaciones coloridas (rojo oscuro, azul, blanco, etc.) y no planificadas desarrolladas en forma lineal adaptándose a la topografía de la cordillera. En su mayoría el material es de madera con relleno del adobillos y revoque de barro. Su arquitectura vernácula se caracteriza por la construcción de zócalos de piedra para habitar la pendiente precordillerana y la subdivisión predial irregular, generándose distintos tipos de apropiación y habitabilidad según la ubicación definitiva de cada casa.

## Campamento de Coya
Las comunidades mineras nacen a partir de la interacción entre la empresa y los habitantes. Coya, Caletones y Sewell, eran administrados por la misma empresa sin embargo las 3 ofrecen realidades distintas, de modo que, en su interior se formaron identidades particulares.
El campamento de Coya en su momento tuvo casi 1000 habitantes, quienes tuvieron servicios básicos de primer nivel, como posta, teatro cinema, club social, club deportivo, bowling, almacenes, grandes parques y una cancha de futbol. Las comunidades del campamento Americano y la Población Errázuriz tienen una diferencia urbana por el contraste de sus arquitecturas que expresan la diversidad social de sus pobladores originales, que actualmente con parte del mismo conjunto.
Coya se ubicó en un espacio geográfico mucho más abierto a las relaciones sociales con otros centros urbanos, como por ejemplo Rancagua. Lo único que separaba a la Población Errázuriz con los otros campamentos era el rio. Coya se presentaba como una vía de escape para los trabajadores, donde no existían restricciones de fiestas y para el alcohol.